# Presupuesto

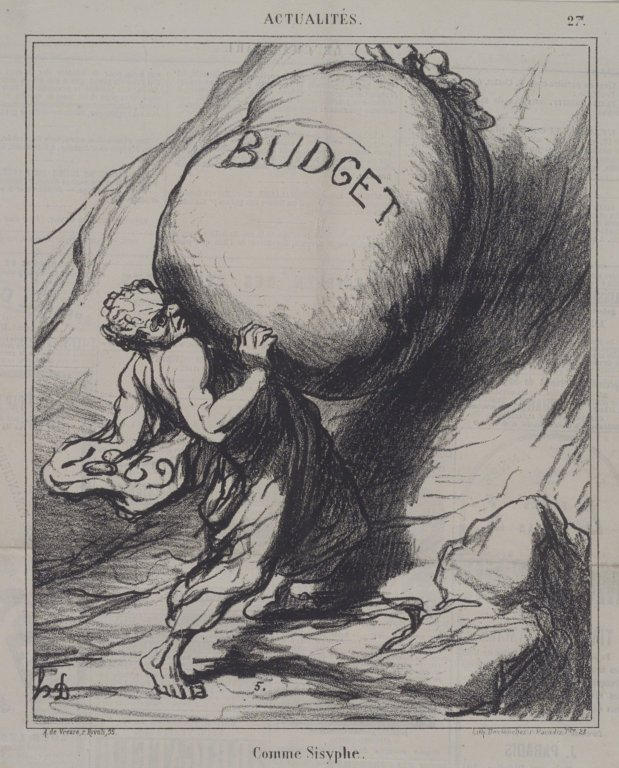
Caricatura del mito de Sísifo subiendo un presupuesto por la ladera de una montaña (Comme Sisyphe, de Honoré Daumier, Museo Brooklyn)

El presupuesto es el cálculo, la planificación y la formulación anticipada de los ingresos y gastos de una actividad económica. Es un plan de acción dirigido a cumplir con un objetivo previsto, expresado en términos financieros, el cual debe cumplirse en determinado tiempo, por lo general anual o mensual y en ciertas condiciones. Este concepto se aplica a todos y cada uno de los centros de responsabilidad de una organización.
Elaborar un presupuesto permite a las empresas, autoridades, entidades privadas o familias establecer prioridades y evaluar la consecución de sus objetivos. Para alcanzar estos fines puede ser necesario incurrir en déficit (que los gastos superen a los ingresos) o, por el contrario, puede ser posible ahorrar, en cuyo caso el presupuesto presentará un superávit (los ingresos superan a los gastos).
En el ámbito del comercio, un presupuesto es también un documento o informe que detalla el costo que tendrá un servicio en caso de realizarse. El que realiza el presupuesto, se debe atener a él y no puede cambiarlo si el cliente acepta el servicio (sistema total de administración empresarial).

## Funciones de los presupuestos.
- La principal función de los presupuestos se relaciona con el control financiero de la organización.
- El control presupuestario es el proceso de descubrir qué es lo que se está haciendo, comparando los resultados con sus datos previamente presupuestos en correspondencia, esto para poder verificar los logros o remediar las diferencias.
- Los presupuestos podrán desempeñar tanto roles preventivos como correctivos dentro de la organización.

- Los presupuestos son útiles en la mayor parte de organizaciones como: utilitaristas (compañías de negocios), no-utilitaristas (agencias gubernamentales), grandes (multinacionales, conglomerados) y pequeñas empresas.

- Los presupuestos son importantes porque ayudan a minimizar el riesgo en las operaciones de la organización.
- Por medio de los presupuestos se mantiene el plan de operaciones de la empresa en unos límites razonables.
- Sirven como mecanismo para la revisión de políticas y estrategias de la empresa y dirigirlas hacia los objetivos estratégicos.

Es un plan de acción dirigido a cumplir una meta prevista, expresada en valores y términos financieros que debe cumplirse en determinado tiempo y bajo ciertas condiciones previstas, este concepto se aplica a cada centro de responsabilidad de la organización.
Documento en el que se contiene una previsión generalmente anual de los ingresos y gastos relativos a una determinada actividad económica. El presupuesto constituye, por lo regular, un plan financiero anual. 
- Cuantifican en términos financieros los diversos componentes de su plan total de acción.
- Las partidas del presupuesto sirven como guías durante la ejecución de programas de personal en un determinado período y, sirven como norma de comparación una vez que se hayan completado los planes y programas.
- Los presupuestos sirven como medios de comunicación entre unidades a determinado nivel y verticalmente entre ejecutivos de un nivel a otro. Una red de estimaciones presupuestarias se filtran hacia arriba a través de niveles sucesivos para su ulterior análisis.
- Las lagunas, duplicaciones o sobre pueden ser detectadas y tratadas al momento en que los gerentes observan su comportamiento en relación con el desenvolvimiento del presupuesto.

El presupuesto es una herramienta, para la planificación de las actividades, o de una acción o de un conjunto de acciones, reflejadas en cantidades monetarias, las cuales determinan de manera anticipada las líneas de acción que se seguirán en el transcurso de un periodo determinado.

## Finalidades de los presupuestos
- Coordinar los diferentes centros de costo para que se asegure la marcha de la empresa en forma integral.
- Planear los resultados de la organización en dinero y volúmenes.
- Controlar el manejo de ingresos y egresos de la empresa.
- Coordinar y relacionar las actividades de la organización.
- Lograr los resultados de las operaciones periódicas.

## Elaboración del presupuesto
Se elaboran a partir de los gastos y costos en que incurrirá la empresa o persona, luego que se han estimado dichos elementos del presupuesto se procede a proyectar los ingresos. La razón por la cual se inicia su elaboración a partir de los gastos, se fundamenta en primera medida porque es de lo que se tendrá certeza, de lo que cuesta emprender o sostener algo. La segmentación de cada uno de los gastos que se presupuestaran, se les denomina "Rubro Presupuestal", para lograr un mayor control financiero y administrativo, es aconsejable que el presupuesto se elabore de manera más detallada posible, entre más se logre ampliar la gama de rubros presupuestales, mayor será la posibilidad de establecer control y tomar decisiones adecuadas. Es de suma importancia tener en cuenta que, cada rubro presupuestal deberá estar unido a una cuenta específica de la contabilidad. (DLFH)

## Usos del presupuesto
Es la planificación fundamentada de muchas estrategias por las cuales constituye un instrumento importante como norma, utilizado como medio administrativo de determinación adecuada de capital, gastos, costos e ingresos necesarios en una organización, así como la debida utilización de los recursos disponibles acorde con las necesidades de cada una de las unidades y/o departamentos. Este instrumento también sirve de ayuda para la determinación de metas que sean comparables a través del tiempo, coordinando así las actividades de los departamentos a la consecución de estas, evitando costos innecesarios y mala utilización de recursos. De igual manera permite a la administración conocer el desenvolvimiento de la empresa, por medio de la comparación de los hechos y cifras reales con los hechos y cifras presupuestadas y/o proyectadas para poder tomar medidas que permitan corregir o mejorar la actuación de la organización y ayudar en gran medida para la toma de correctivos o aclarativos.
Un presupuesto para cualquier persona, empresa o gobierno, es un plan de acción de gasto para un período futuro, generalmente de un año, a partir de los ingresos disponibles. Un año calendario para un gobierno se le denomina "año fiscal".

## Instrumentos de un presupuesto
Es un plan integrador y coordinador que se expresa en términos financieros respecto a las operaciones y recursos que forman parte de una empresa para un periodo determinado, con el fin de lograr los objetivos fijados por la alta gerencia.
- El presupuesto expresa lo que la administración tratará de realizar, de tal forma que, la empresa logre un cambio ascendente en determinado periodo.
- Integrador: indica que toma en cuenta todas las áreas y actividades de la empresa. Es un plan visto como un todo, pero también está dirigido a cada una de las áreas, de forma que contribuya al logro del objetivo global. Es indiscutible que el plan o presupuesto de un departamento de la empresa no es funcional si no se identifica con el objetivo total de la organización. A este proceso se le conoce como presupuesto maestro, formado por las diferentes áreas que lo integran.
- Coordinador: significa que los planes para varios de los departamentos de la empresa deben ser preparados conjuntamente y en armonía. Si estos planes no son coordinados, el presupuesto maestro no será igual a la suma de las partes y creará confusión y error.
- En términos financieros manifiesta la importancia de que el presupuesto sea representado en la unidad monetaria para que sirva como medio de comunicación, ya que de otra forma surgirían problemas en el análisis del plan maestro.
- Operaciones: uno de los objetivos fundamentales de un presupuesto es determinar los ingresos que se pretende obtener, así como de los gastos que se van a producir. Esta información debe elaborarse en la forma más detallada posible.
- Recursos: no es suficiente determinar los gastos e ingresos  del futuro; la empresa también debe planear los recursos necesarios para realizar sus planes de operación, lo cual se logra básicamente con la planeación financiera, que incluye al presupuesto de efectivo y al presupuesto de adiciones de activos (inventarios, cuentas por cobrar, activos fijos)
- Dentro de un periodo futuro determinado un presupuesto siempre tiene que estar en función de cierto periodo.

De acuerdo con estudios realizados, las compañías que usan presupuestos llevan a cabo cuatro aspectos:
1.Se comprometen con el presupuesto.
2.Conectan la planeación de corto plazo con la de mediano y largo plazos.
3.Adoptan procedimientos detallados y comprensibles para realizar los presupuestos.
4.Analizan las variaciones presupuestales y toman acciones correctivas.

## El proceso presupuestario de ingresos en las organizaciones
El proceso presupuestario tiende a reflejar de una forma cuantitativa, a través de los presupuestos, los objetivos fijados por la empresa a corto plazo, mediante el establecimiento de los oportunos programas, sin perder la perspectiva del largo plazo, puesto que esta condicionará los planes que permitirán la consecución del fin último al que va orientado la gestión de la empresa.
- Definición y transmisión de las directrices generales a los responsables de la preparación de los presupuestos.
- Elaboración de planes, programas y presupuestos.
- Negociación de los presupuestos.
- Coordinación de los presupuestos.
- Aprobación de los presupuestos.
- Seguimiento y actualización de los presupuestos.

## Clasificación de los presupuestos
Pueden clasificarse desde varios puntos de vista. A continuación se expone una clasificación de acuerdo con sus aspectos sobresalientes: 

### Según la flexibilidad
- Rígidos, estáticos, fijos o asignados:

Algunas veces el denominado presupuesto estático, consiste en un solo plan y no hace reservas para los cambios que puedan ocurrir durante el período para el cual se ha confeccionado. Se basa fundamentalmente en que las estimaciones de los pronósticos son correctas. Por ejemplo: 
Si el presupuesto presentado corresponde a un presupuesto fijo. En él se hace una estimación de la producción trimestral y anual de la fábrica de confecciones y, también, de las ventas para esos períodos. No se hace ninguna previsión para considerar posible, cambios en las cifras de producción o en las estimaciones de ventas como resultados de cambios en la situación económica del país, de aumento de los precios de las materias primas, etc. Es decir, considera que no se producirá cambio alguno.
En el caso de un país cuya economía no es estable, los presupuestos fijos no son los más recomendables, a menos que cubran un período de tiempo relativamente corto, Otro ejemplo:
Las tejedoras pueden hacer un presupuesto fijo para un trimestre, pues es bastante probable que durante ese período no suba el precio de la lana.
Sin embargo, si bien es cierto que podemos tener alguna seguridad en cuanto al costo de las camisas, la venta de ellas presenta más dificultades. La demanda de este artículo es una variable que las tejedoras no controlan y que puede sufrir cambios bastante serios. Es probable que exista mayor demanda durante los meses de otoño e invierno que en primavera y verano. Además, está sujeta al poder de compra que tengan las mujeres de la población que, si hay momentos difíciles, eliminarán o postergarán su adquisición. Por lo tanto, establecer una estimación de 100 chombas vendidas cada mes es arriesgado, ya que las razones que determinan esta demanda son más difíciles de estimar y de prever.De esto podemos sacar como conclusión que los presupuestos fijos son más aptos para aquellas operaciones en que los rubros que intervienen no poseen muchas variaciones, como por ejemplo, los costos de ciertas materias primas cuyos precios son fijos, los sueldos y salarios que se supone se mantienen constantes durante el tiempo que dura el contrato colectivo.
También pueden ser utilizados cuando los pronósticos sobre el futuro de la empresa son altamente confiables. Por ejemplo, los colegios que tienen una matrícula más o menos fija, los hospitales, cuya demanda está más o menos calculada. Pero no podrían utilizarse, por ejemplo, en un fondo agrícola, ya que los pronósticos sobre los resultados de la cosecha no siempre son confiables. Están sujetos a muchas contingencias que hacen que el resultado sea a veces impredecible.
- Flexibles o variables.

Son los que se elaboran para diferentes niveles de actividad y se pueden adaptar a las circunstancias cambiantes del entorno. Son de gran aceptación en el campo presupuestario moderno. Son dinámicos adaptativos, pero complicados y costosos. Estos muestran los ingresos, costos y gastos ajustados al tamaño de operaciones manufactureras o comerciales. Tienen amplia aplicación en el campo presupuestario de los costos, gastos indirectos de fabricación, administrativos y ventas.
El presupuesto flexible se elabora para distintos niveles de operación, brindando información proyectada para distintos volúmenes de las variables críticas, especialmente las que constituyen una restricción o factor condicionante. Su característica es que evita la rigidez del presupuesto maestro – estático – que supone un nivel fijo de trabajo, transformándolo en un instrumento dinámico con varios niveles de operación para conocer el impacto sobre los resultados pronosticados de cada rango de actividad, como consecuencia de las distintas reacciones de los costos frente a aquellos. Esto significa que se confecciona para un cierto intervalo de volumen comprendido entre un mínimo y otro más elevado, dado por el nivel máximo de actividad de la empresa

### Según el periodo que cubran
La determinación del lapso que abarcarán los presupuestos dependerá del tipo de operaciones que realice la empresa, y de la mayor o menor exactitud y detalle que se desee, ya que a más tiempo corresponderá una menor precisión y análisis. Así pues, puede haber presupuestos: 
- A corto plazo:

Son los que se realizan para cubrir la planificación de la organización en el ciclo de operaciones de un año. Este sistema se adapta a los países con economías inflacionarias.
- A largo plazo: en lo posible

Este tipo de presupuestos corresponden a los planes de desarrollo que, generalmente, adoptan los estados y grandes empresas.

### Según el campo de aplicabilidad en la empresa
- Presupuesto maestro.
- Presupuestos operativos.
- Presupuestos de inversiones.

## Presupuesto de ventas
Es la predicción de las ventas proyectada por una empresa por un tiempo determinado que generalmente se planea por un periodo de entre 3 y 10 años; este cálculo se realiza mediante los datos de demanda actual y futura.
- Investigación de motivación

Se han elaborado técnicas especiales de investigación de mercado, que se llaman investigación de motivación, para medir la motivación del cliente. Este enfoque depende en gran parte de las ciencias del comportamiento, particularmente de la psicología, sociología y antropología. Muchas compañías requieren que sus vendedores preparen estimaciones anuales de ventas de los productos, ya que conocen mejor las condiciones locales y el potencial de los clientes.

## Observaciones
La base sobre la cual descansa el presupuesto de ventas y las demás partes del presupuesto maestro, es el pronóstico de ventas, si este pronóstico ha sido elaborado cuidadosamente y con exactitud, los pasos siguientes en el proceso presupuestal serían muchos más confiables, por ejemplo: El pronóstico de venta suministra los gastos para elaborar los presupuestos de:
- Producción.
- Compras.
- Gastos de ventas.
- Gastos administrativos.

El pronóstico de venta empieza con la preparación de los estimados de venta, realizado por cada uno de los vendedores, luego estos estimados se remiten a cada gerente de unidad. La elaboración de un presupuesto de venta se inicia con un básico que tiene líneas diversas de productos para un mismo rubro el cual se proyecta como pronóstico de ventas por cada trimestre.

## Presupuesto de producción
Son estimaciones que se hallan estrechamente relacionadas con el presupuesto de venta y los niveles de inventario deseado. En realidad, el presupuesto de producción es el presupuesto de venta proyectado y ajustados por el cambio en el inventario, primero hay que determinar si la empresa puede producir las cantidades proyectadas por el presupuesto de venta, con la finalidad de evitar un costo exagerado en la mano de obra ocupada.

### Componentes
- Personal diverso
- Cantidad horas requeridas
- Valor por hora unitaria

### Presupuesto de gasto de fabricación
Son estimados de manera directa o indirecta que intervienen en todas las etapas del proceso de producción, son gastos que se deben cargar al costo del producto. Es importante considerar un presupuesto de Gastos de Mantenimiento, el cual también impacta los gastos de fabricación.

#### Sustentación
- horas-hombre requeridas
- operatividad de máquinas y equipos
- stock de accesorios y lubricantes

### Presupuesto de costo de producción
Son estimados que de manera específica intervienen en todo el proceso de fabricación unitaria de un producto, quiere decir que del total del presupuesto del requerimiento de materiales se debe calcular la cantidad requerida por tipo de línea producida la misma que debe concordar con el presupuesto de producción..

#### Características
- Debe considerarse solo los materiales que se requiere para cada línea o molde.
- Debe estimarse el costo.
- No todos requieren los mismos materiales.
- El valor debe coincidir con el costo unitario establecido en el costo de producción.

### Presupuesto de requerimiento de materiales
Los presupuestos de requerimiento de materiales (PRM) son cálculos de compra de materiales preparado bajo condiciones normales de producción mientras no se produzca una carencia de materiales esto permite que la cantidad se pueda fijar sobre un estándar determinado para cada tipo de producto así como la cantidad presupuestada por cada línea, debe responder a los requerimientos de producción, el departamento de compras debe preparar el programa que concuerde con el presupuesto de producción, si hubiere necesidad de un mayor requerimiento se tomara la flexibilidad del primer presupuesto para una ampliación oportuna y así cubrir los requerimientos de producción.  Es importante verificar las variaciones de los mercado internacionales, para encontrar el mejor punto de compra.

## Presupuesto de gastos administrativos
El presupuesto de gastos administrativos (PGA) es considerado como la parte medular de todo presupuesto porque se destina la mayor parte del mismo; son estimados que cubren la necesidad inmediata de contar con todo tipo de personal para sus distintas unidades, buscando darle operatividad al sistema. Debe ser lo más austero posible sin que ello implique un retraso en el manejo de los planes y programas de la empresa.

### Datos y estructura de un presupuesto
- Datos de contacto (nombre de la empresa, NIF, móvil o teléfono, correo electrónico)
- Fecha de emisión y validez.
- Concepto con el nombre del producto/servicio.
- Coste final
- Formato del pago

## Presupuesto financiero
Consiste en fijar los estimados de inversión de venta, ingresos varios para elaborar al final un flujo de caja que mida el estado económico y real de la empresa. Comprende: 
- Presupuesto de ingresos (el total bruto sin descontar gastos)
- Presupuesto de egresos (para determinar el líquido o neto)
- Flujo neto (diferencia entre ingreso y egresos)
- Caja final.
- Caja inicial.
- Caja mínima.

Este incluye el cálculo de p, también conocido como erogaciones de capitales

### Presupuesto de tesorería
Se formula con la estimación prevista de fondos disponibles en caja, bancos y valores de fácil realización. También se denomina presupuesto de caja o de efectivo porque consolida las diversas transacciones relacionadas con la entrada de fondos monetarios (ventas al contado, recuperaciones de cartera, ingresos financieros, etc.) o con salida de fondos líquidos ocasionados por la congelación de deudas o amortizaciones de créditos o proveedores o pago de nómina, impuestos o dividendos. Se formula en dos periodos cortos: meses o trimestres.
Se puede decir que el presupuesto de caja se basa en el control de estimado a gastar

### Presupuesto de inversiones capitalizables
Controla las diferentes inversiones en activos fijos como son las adquisiciones de terrenos, construcciones o ampliaciones de edificios y compra de maquinarias y equipos, sirve para evaluar alternativas posibles de inversión y conocer el monto de fondos requeridos y su disponibilidad en el tiempo.con los cuales puedes saber en que tiempo se requerirá la información para poder saber en qué momento tomar las alternativas más viables para el desarrollo del plan.

## Presupuesto público
Son aquellos que elaboran los gobiernos, estados, empresas descentralizadas, etc., para controlar las finanzas de sus diferentes dependencias. En estos se cuantifican los recursos que requiere la operación normal, la inversión y el servicio de la deuda pública de los organismos y las entidades oficiales.

### Ingresos públicos y su clasificación
Los recursos (ingresos) públicos son las diversas formas de agrupar, ordenar y presentar los recursos (ingresos) públicos, con la finalidad de realizar análisis y proyecciones de tipo económico y financiero que se requiere en un período determinado. Su clasificación depende del tipo de análisis o estudio que se desee realizar; sin embargo, generalmente se utilizan tres clasificaciones que son:

#### Según su periodicidad
Esta agrupa a los ingresos según la frecuencia con que el fisco los percibe. Se clasifican en ordinarios y extraordinarios, siendo los ordinarios, aquellos que se recaudan en forma periódica y permanente, provenientes de fuentes tradicionales, constituidas por los tributos, las tasas y otros medios periódicos de financiamiento del Estado. Los ingresos, extraordinarios por exclusión, serían los que no cumplen con estos requisitos.
Según el Artículo 14 de Ley Orgánica de Régimen Presupuestario Venezolano: "Son extraordinarios los ingresos fiscales no recurrentes, tales como los provenientes de operaciones de crédito público, de Leyes que originen ingresos de carácter eventual o cuya vigencia no exceda de tres años y de la venta de activos propiedad del Estado".
No obstante, para efectos de la clasificación presupuestaria, deben considerarse también como ingresos extraordinarios la existencia del Tesoro no comprometidas al treinta y uno de diciembre del ejercicio fiscal anterior al vigente, utilizadas de acuerdo al artículo 17 de la misma Ley que al efecto establece: "Cuando fuere indispensable para cumplir con lo dispuesto en el artículo 3º de la presente Ley, en el presupuesto de ingresos se podrá incluir hasta la mitad de las existencias del Tesoro no comprometidas y estimadas para el treinta y uno de diciembre del año de presentación del Proyecto de Presupuesto". "Esta fuente de financiamiento tendrá carácter de ingreso extraordinario".

#### Económica
Según esta clasificación los ingresos públicos se clasifican en corrientes, recursos de capital y fuentes financieras. Los ingresos corrientes son aquellos que proceden de ingresos tributarios, no tributarios y de transferencias recibidas para financiar gastos corrientes.
Los recursos de capital son los que se originan por la venta de bienes de uso, muebles e inmuebles, indemnización por pérdidas o daños a la propiedad, cobros de préstamos otorgados, disminución de existencias, etc.
Las fuentes financieras se generan por la disminución de activos financieros (uso de disponibilidades, venta de bonos y acciones, recuperación de préstamos, etc.) y el incremento de pasivos (obtención de préstamos, incremento de cuentas por pagar, etc.)

#### Por sectores de origen
Esta clasificación se fundamenta en uno de los aspectos que caracterizan la estructura económica de Venezuela, donde una elevada proporción de productos se realizan en actividades petroleras y de hierro, lo cual implica que la mayoría de los ingresos surgen de las operaciones ejecutadas en el exterior. Dicha clasificación presenta lo siguiente:
- Sector externo:
  - Petroleros.
  - Ingresos del hierro.
  - Utilidad cambiaria.
  - Endeudamiento externo.

- Sector interno:
  - Impuestos.
  - Tasas.
  - Dominio territorial.
  - Endeudamiento interno.
  - Otros ingresos.

### De los gastos públicos y su clasificación
Estos constituyen las diversas formas de presentar los egresos públicos previstos en el presupuesto, con la finalidad de analizarlos, proporcionando además información para el estudio general de la economía y de la política económica que tiene previsto aplicar el Gobierno Nacional para un período determinado. A continuación se presentan las distintas formas de clasificar el egreso (gasto) público previsto en el presupuesto público:

#### Clasificación institucional
A través de ella se ordenan los gastos públicos de las instituciones o dependencias a las cuales se asignan los créditos presupuestarios, en un período determinado, para el cumplimiento de sus objetivos.

#### Clasificación por naturaleza de gasto
Permite identificar los bienes y servicios que se adquieren con las asignaciones previstas en el presupuesto y el destino de las transferencias, mediante un orden sistemático y homogéneo de estos y de las transferencias, mediante un orden sistemático y homogéneo de estos y de las variaciones de activos y pasivos que el sector público aplica en el desarrollo de su proceso productivo.

#### Clasificación económica
Ordena los gastos públicos de acuerdo con la estructura básica del sistema de cuentas nacionales para acoplar los resultados de las transacciones públicas con el sistema, además permite analizar los efectos de la actividad pública sobre la economía nacional.
Descripción de los principales rubros de la clasificación económica:
- Gastos corrientes: son los gastos de consumo o producción, la renta de la propiedad y las transacciones otorgadas a los otros componentes del sistema económico para financiar gastos de esas características.
- Gastos de capital: son los gastos destinados a la inversión real y las transferencias de capital que se efectúan con ese propósito a los exponentes del sistema económico.

#### Clasificación sectorial
Esta presenta el gasto público desagregado en función de los sectores económicos y sociales, donde el mismo tiene su efecto. Persigue facilitar la coordinación entre los planes de desarrollo y el presupuesto gubernamental.

#### Clasificación por programas
Esta presenta el gasto público desagregado en función de los sectores económicos y sociales, donde el mismo tiene su efecto. Persigue facilitar la coordinación entre los planes de desarrollo y el presupuesto gubernamental. Es decir, el Presupuesto por Programas es el instrumento que cumple el propósito de combinar los recursos disponibles en el futuro inmediato, con metas a corto plazo, creadas para la ejecución de los objetivos de largo y mediano plazos.

#### Clasificación regional
Permite ordenar el gasto según el destino regional que se le da. Refleja el sentido y alcance de las acciones que realiza el sector público, en el ámbito regional.

#### Presupuesto por desempeño
Incluye información sobre desempeño en la presupuestación para reorientar el proceso de presupuesto federal de su enfoque en los insumos hacia uno que, también, incluya la producción obtenida por el uso de tales insumos.

#### Clasificación mixta
Son combinaciones de los gastos públicos, que se elaboran con fines de análisis y toma de decisiones. Esta clasificación permite mostrar una serie de aspectos de gran interés, que posibilitan el estudio sistemático del gasto público y la determinación de la Política Presupuestaria para un período dado. Las siguientes son las clasificaciones mixtas más usadas:
- Institucional por programa.
- Institucional por la naturaleza del gasto.
- Institucional económico.
- Institucional sectorial.
- Por objeto del gasto económico.
- Sectorial económica.
- Por programa y por la naturaleza del gasto.

## Privados
Son los presupuestos que utilizan las empresas particulares como instrumento de su administración. Contienen los mismos elementos económicos y financieros en términos generales de presupuestos del sector público con algunas variantes en la concepción de partidas o cuentas de asignación presupuestaria.

## Otras clasificaciones de los presupuestos
- Por su contenido:
  - Principales: estos presupuestos son una especie de resumen, en el que se presentan los elementos medulares en todos los presupuestos de la empresa.
  - Auxiliares: son aquellos que muestran en forma analítica las operaciones estimadas por cada uno de los departamentos que integran la organización de la empresa.
- Por la técnica de valuación:
  - Estimados: son los presupuestos que se formulan sobre bases empíricas; sus cifras numéricas, por ser determinadas sobre experiencias anteriores, representan tan solo la probabilidad más o menos razonable de que efectivamente suceda lo que se ha planeado.
  - Estándar: son aquellos que por ser formulados sobre bases científicas o casi científicas, eliminan en un porcentaje muy elevado las posibilidades de error, por lo que sus cifras, a diferencia de las anteriores, representan los resultados que se deben obtener.
- Por su reflejo en los estados financieros 
  - De posición financiera: este tipo de presupuestos muestra la posición estática que tendría la empresa en el futuro, en caso de que se cumplieran las predicciones. se presenta por medio de lo que se conoce como posición financiera (balance general) presupuestada.
  - De resultados: que muestran las posibles utilidades a obtener en un período futuro.
  - De costos: se preparan tomando como base los principios establecidos en los pronósticos de ventas, y reflejan, a un período futuro, las erogaciones que se hayan de efectuar por concepto del costo total o cualquiera de sus partes.
- Por las finalidades que pretende: 
  - De promoción: se presentan en forma de proyecto financiero y de expansión; para su elaboración es necesario estimar los ingresos y egresos que haya que efectuarse en el período presupuestal.
  - De aplicación: normalmente se elaboran para solicitud de créditos. Constituyen pronósticos generales sobre la distribución de los recursos con que cuenta, o habrá de contar la empresa.
  - De fusión: se emplean para determinar anticipadamente las operaciones que hayan de resultar de una conjunción de entidades.
  - Por áreas y niveles de responsabilidad: Cuando se desea cuantificar la responsabilidad de los encargados de las áreas y niveles en que se divide una compañía.
  - Por programas: este tipo de presupuestos los elaboran habitualmente dependencias gubernamentales, descentralizadas, patronatos, instituciones, etc. Sus cifras expresan el gasto, en relación con los objetivos que se persiguen, determinando el costo de las actividades concretas que cada dependencia debe realizar para llevar a cabo los programas a su cargo.

### Base cero
Es aquel que se realiza sin tomar en consideración las experiencias habidas. Este presupuesto es útil ante la desmedida y continua elevación de los precios, exigencias de actualización, de cambio, y aumento continuo de los costos en todos los niveles, básicamente. Resulta ser muy costoso y con información extemporánea. En la concepción de algunos autores, el proceso de análisis de cada partida presupuestaria, comenzando con el nivel actual de cada una de ellas, para después justificar los desembolsos adicionales que puedan requerir los programas en el próximo ejercicio, es típico de una administración pública y no debe ser el procedimiento para decidir en la esfera privada. Para ello, impulsaron el PBC (presupuesto base cero) como técnica que sustenta el principio de que para el próximo período el importe de cada partida es cero. Mientras un enfoque da por válido lo ejecutado con anterioridad, otro afirma que nada existe y todo debe justificarse a partir de cero, analizando la relación costo – beneficio de cada actividad. El primero de los sistemas (método incremental) modifica las partidas del período anterior, mientras que el segundo transfiere a cada período la responsabilidad de su justificación a los titulares de cada área. La aparición del PBC constituyó una reacción al procedimiento del sector público – fundamentalmente cuantitativo y casi nada cualitativo – que no solo no contribuye a un análisis crítico de cada partida, sino que por una especie de inercia, generalmente fomenta un aumento en las erogaciones.
Su instrumentación o aplicación comprende varias etapas, siendo la más relevante la de análisis de las unidades o paquetes de decisión, ya que de esta dependen la mayor parte de los resultados para mejorar su efectividad. El PBC resulta muy poco operativo porque exige que cada gerente empiece todos los años de cero, como si su actividad nunca hubiese existido y descubra una nueva forma de trabajo y que además la evalúe relacionando su costo con el beneficio. En un auténtico presupuesto, las partidas del ejercicio anterior siempre se encuentran sujetas a modificaciones o a su eliminación, y deben ser cuidadosamente analizadas y evaluadas en orden a sus destinos. Sin embargo, se debe destacar que el presupuesto común no implica que las erogaciones anteriores simplemente son ratificadas y a menudo incrementadas. Por el contrario, exige competencia para la revisión periódica de todo lo actuado y la evaluación de la gestión y de las actividades de cada responsable para la definición de las partidas que lo componen.
El PBC consiste en un proceso mediante el cual la administración, al ejecutar el presupuesto anual, toma la decisión de asignar los recursos destinados a áreas indirectas de la empresa, de tal manera que en cada una de esas actividades indirectas se demuestre que el beneficio generado es mayor que el costo incurrido. No importa que la actividad esté desarrollándose desde mucho tiempo atrás, si no justifica su beneficio, debe eliminarse; es decir, parte del principio de que toda actividad debe estar sujeta al análisis costo – beneficio. Esta técnica no se aplica a ningún elemento del costo como materia prima, mano de obra o gastos indirectos de fabricación. Es de aplicación inmediata, sobre todo en aquellas empresas donde la proporción de costos indirectos al producto es mayor que la de costos directos, con respecto al total de costos.

#### Síntomas para justificar su empleo

##### Síntomas administrativos
- El presupuesto anual se ha convertido en una rutina para todo el personal.
- No existe una metodología adecuada para que los integrantes de la organización demuestren la bondad o beneficio que traerá para la empresa una nueva actividad.
- No existen sistemas que permitan a la administración seleccionar aquellas actividades más atractivas y rentables para la empresa.
- No existen herramientas para evaluar la conducta de los ejecutivos de la organización.

##### Síntomas financieros
- Baja rentabilidad sobre los recursos puestos en manos de la administración.
- Cambios significativos y no racionales del volumen de ventas así como los distintos movimientos que sean realizados.

#### Metodología para aplicar el presupuesto base cero
- Establecer los supuestos o premisas en las cuales descansará la planificación.
- Determinar las unidades o paquetes de decisión.
- Analizar las unidades de decisión.
- Jerarquizar estas unidades de decisión.
- Elaborarlo e integrarlo junto con el presupuesto anual.
- Controlar administrativamente los resultados.

## De trabajo
Es el presupuesto común utilizado por cualquier empresa o el coaching; su desarrollo ocurre normalmente en las siguientes etapas puras:

## Metodología para elaborar un Presupuesto
A continuación se presenta un ejemplo de elaboración de un Presupuesto.
Datos
La empresa Plásticos del Sur, S.A. de C.V. produce tres líneas de plumas de plástico: Punto fino, Punto mediano y Punto grande. Se pide elaborar los presupuestos correspondientes de acuerdo a la siguiente información:

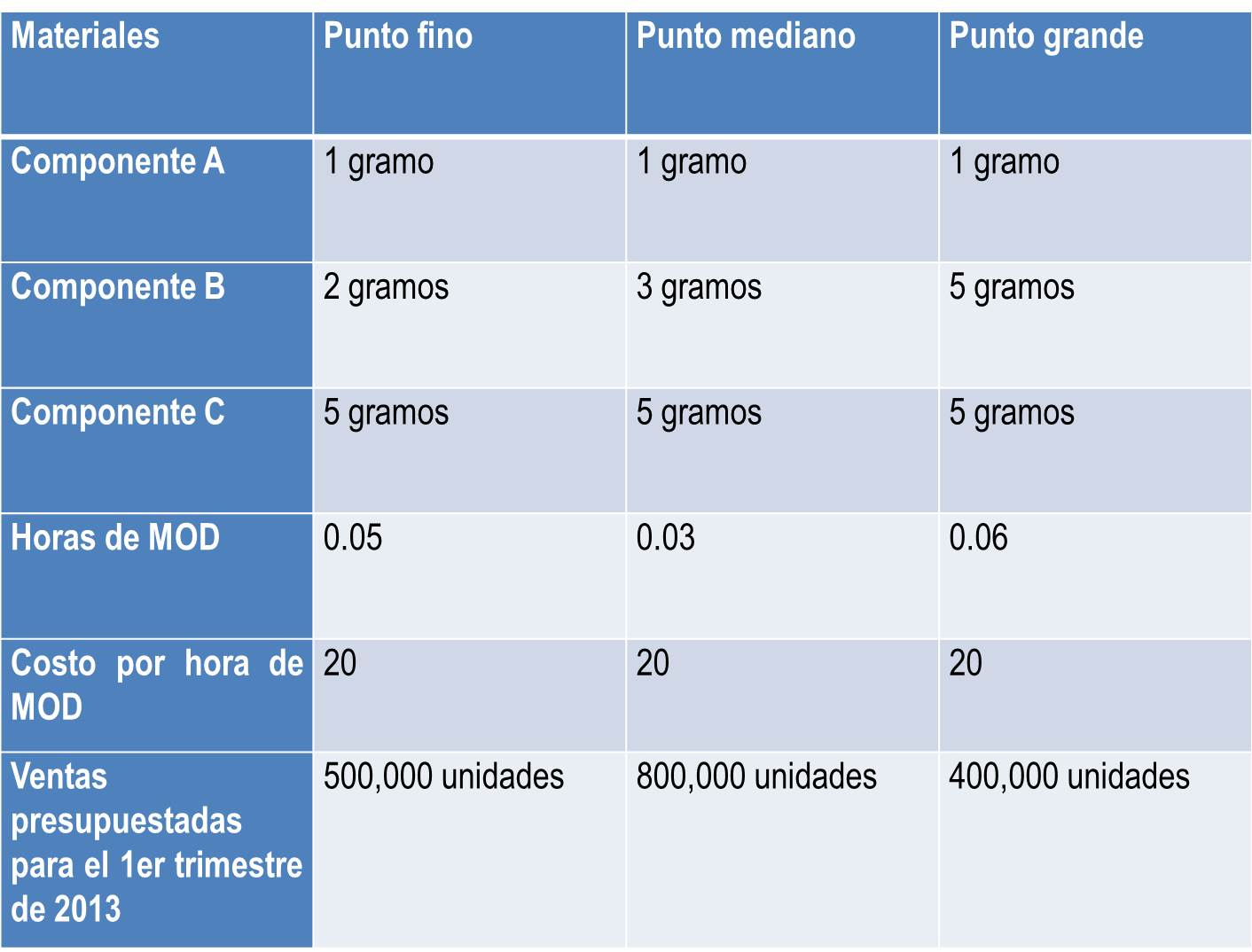
Cuadro con los datos del ejercicio

El costo del componente B es de 20000 dólares el kilogramo. El costo del componente A será igual a 5 % del costo del kg de B, el costo del componente C se estima igual que el costo del componente A.
El departamento de ventas estima que sería conveniente tener un inventario al final del período de 700 000 plumas, compuesto de la siguiente manera: 25 % de punto fino, 60 % de punto mediano y 15 % de punto grande.
El balance del año que acaba de terminar arrojó un inventario de 500 000 plumas, que es para cada línea el mismo porcentaje que el departamento de ventas estima para su inversión final. Los costos unitarios de cada línea de productos fueron: 5.00 $ para punto fino, 7.00 $ para punto mediano y 12.00 $ para punto grande, el año pasado

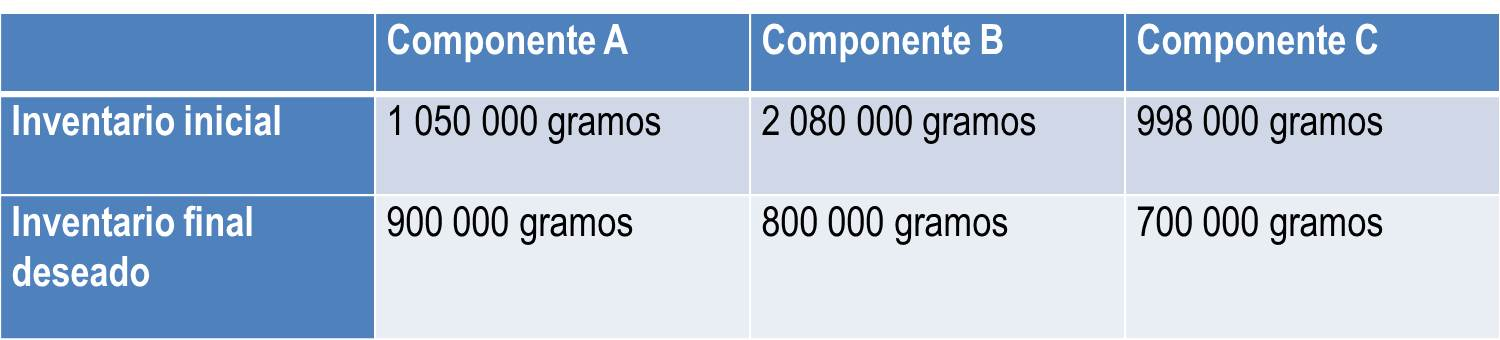
Información del Inventario

Los gastos indirectos de fabricación son los siguientes (se aplican con base en las horas de mano de obra directa); se requieren 10 000$ de gastos de mantenimiento; 7000 $ para el pago de seguros; 80 000 $ para gastos energéticos; en gastos de supervisión se pagará el 50 % del costo total de mano de obra presupuestada; 10 000 $ para accesorios, y la depreciación del equipo y el edificio será de 12 000 $. Los gastos de administración y ventas serán los siguientes:

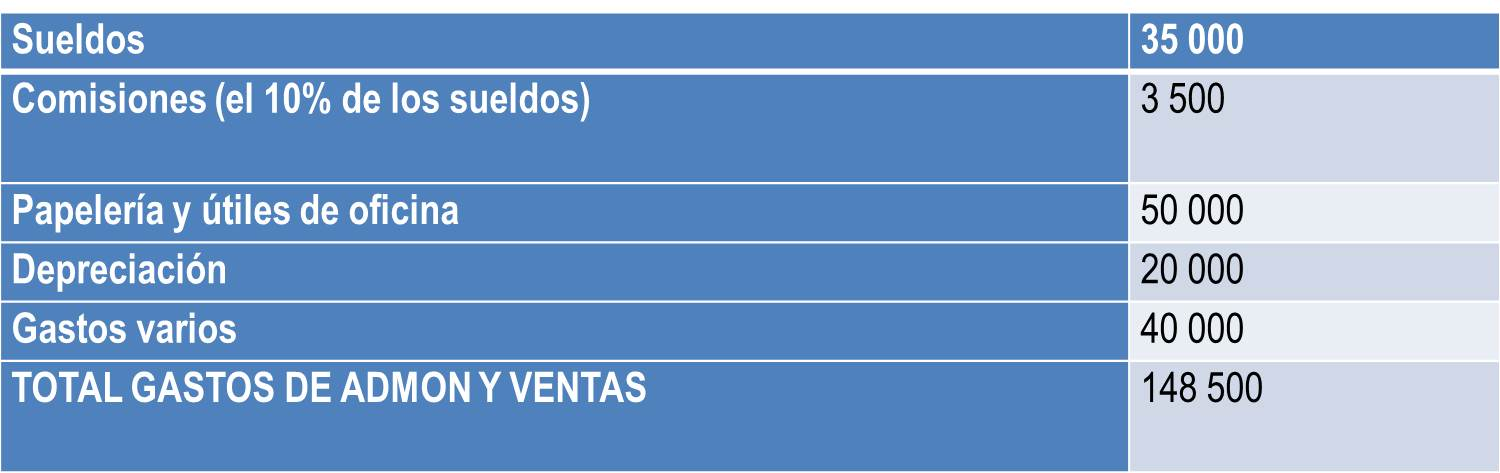
Cuadro con la información de los Gastos de Administración y de Ventas

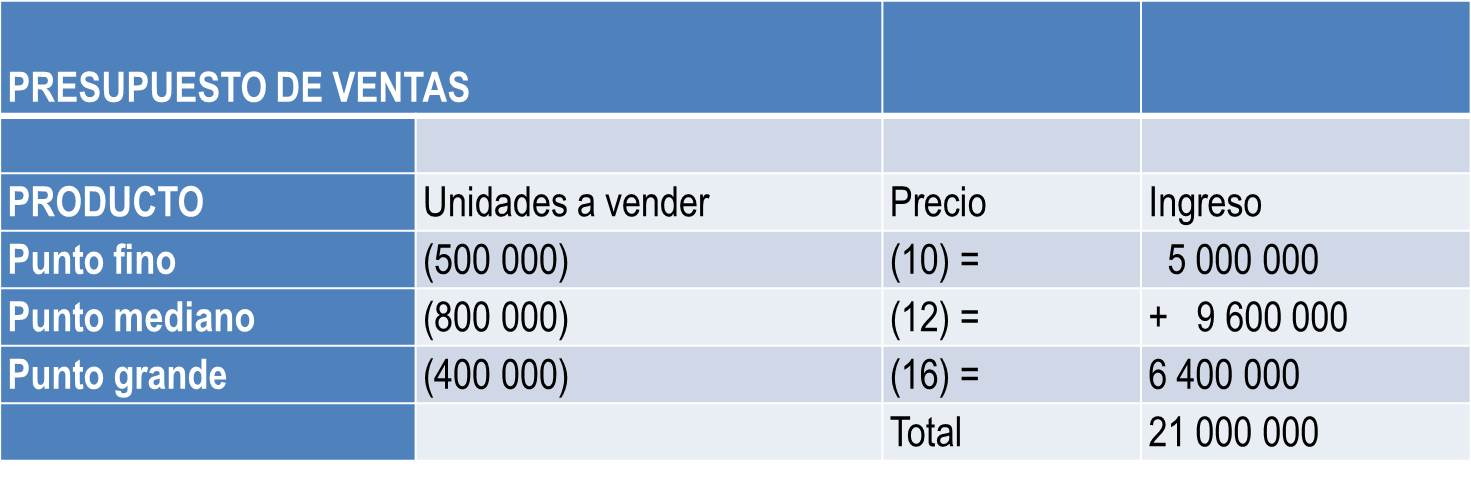
Con las unidades que se venderán en el periodo

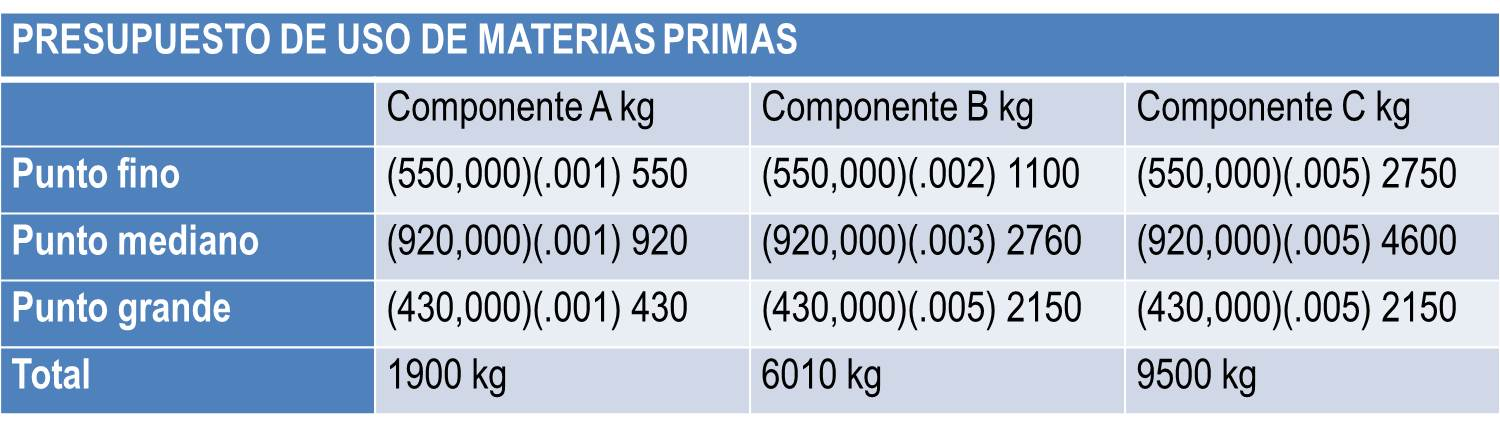
Uso de materias primas

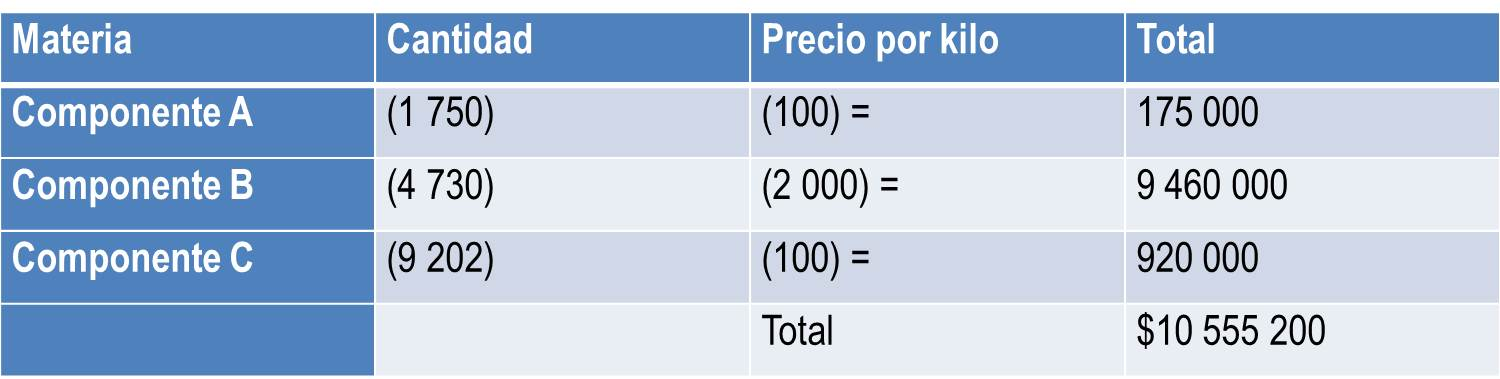
Tabla de compra de materiales

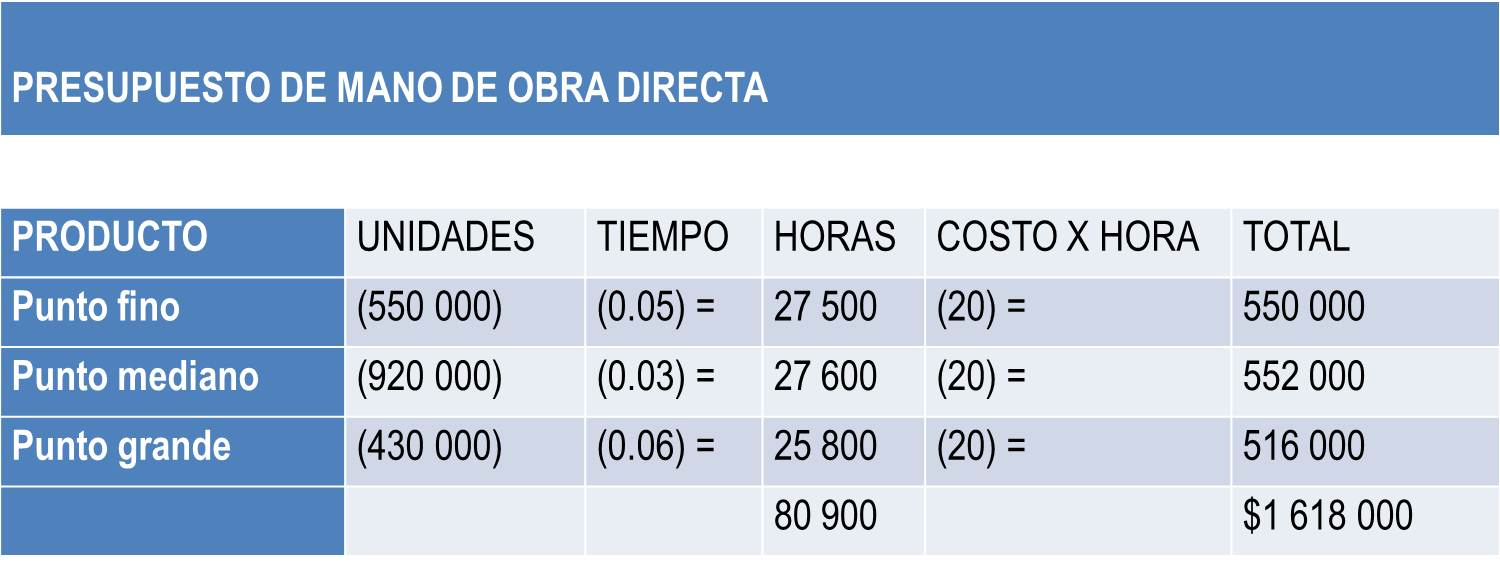
Para determinar el presupuesto de mano de obra directa

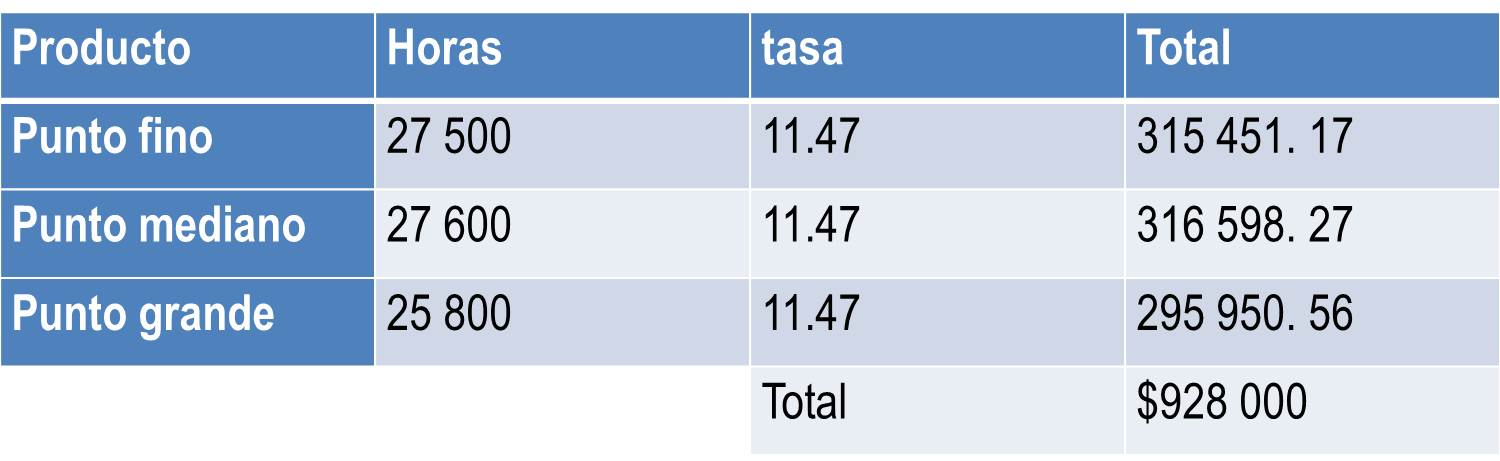
Tabla de la distribución de los Gastos indirectos

Elaboración del Presupuesto de Ventas:
Para la elaboración del Presupuesto de Ventas vamos a utilizar los datos del Pronóstico de Ventas en unidades y el precio de venta de cada producto.
Elaboración del Presupuesto de Producción:
Para la elaboración de este Presupuesto se tomarán en Cuenta 3 aspectos: a) Inventario inicial, b) Inventario Final deseado y c) Unidades por vender.
Utilizaremos la siguiente fórmula:
Total a producir = Unidades a vender + Inventario Final deseado - Inventario Inicial
Ejemplo: Pluma punto fino: 500,000 + 175,000 -125,000 = 550,000

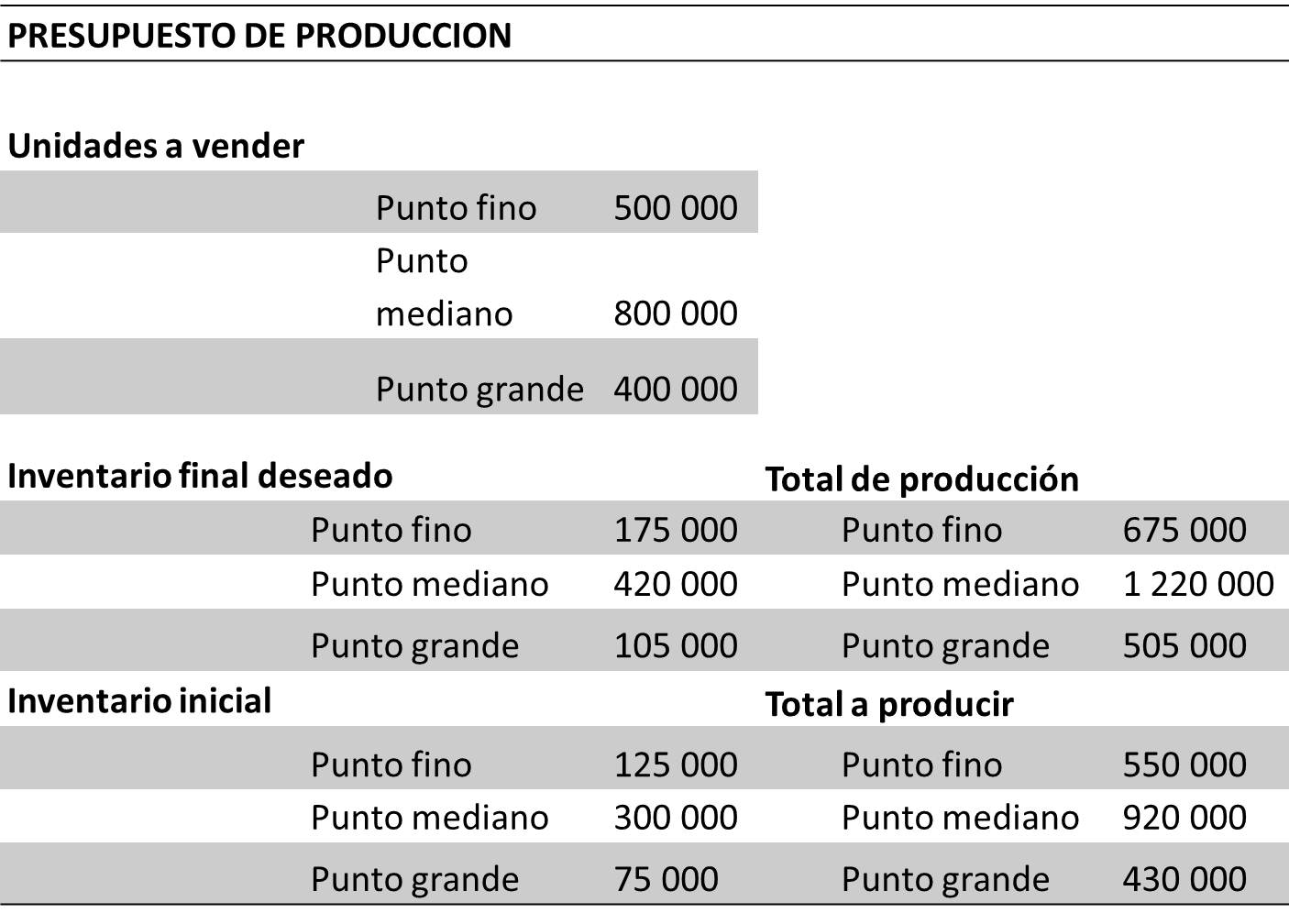
Para determinar el total a producir

Elaboración de Presupuesto de Uso de Materias Primas:
En este caso, necesitaremos la cantidad de materia prima que se necesita para producir una unidad y el total de unidades que se van a producir.
Pare este caso utilizaremos la siguiente fórmula:
Materia prima requerida = Unidades a producir × Cantidad unitaria del componente 
Ejemplo: Para producir una pluma punto fino se requiere 1 gramo del componente A. De acuerdo a nuestro Presupuesto de Producción se producirán 550,000 unidades de la pluma de Punto fino, por tal motivo:
Nota: En esta etapa se considera un gramo en número decimal, es decir, .001
Materia prima requerida = 550,000 × .001=550 kg 
550 kg del componente A para la producción de la Pluma de punto fino
Elaboración del Presupuesto de Compra de Materias Primas:
Para la elaboración de este Presupuesto se tomarán en Cuenta 3 aspectos: a) Inventario inicial, b) Inventario Final deseado y c) Uso de Materias Primas en la Producción
Utilizaremos la siguiente fórmula:
Total a comprar = Uso de Materia + Inventario Final deseado - Inventario Inicial
Ejemplo: Componente A = 1,900 + 900 – 1,050 = 1,750 kilogramos por comprar

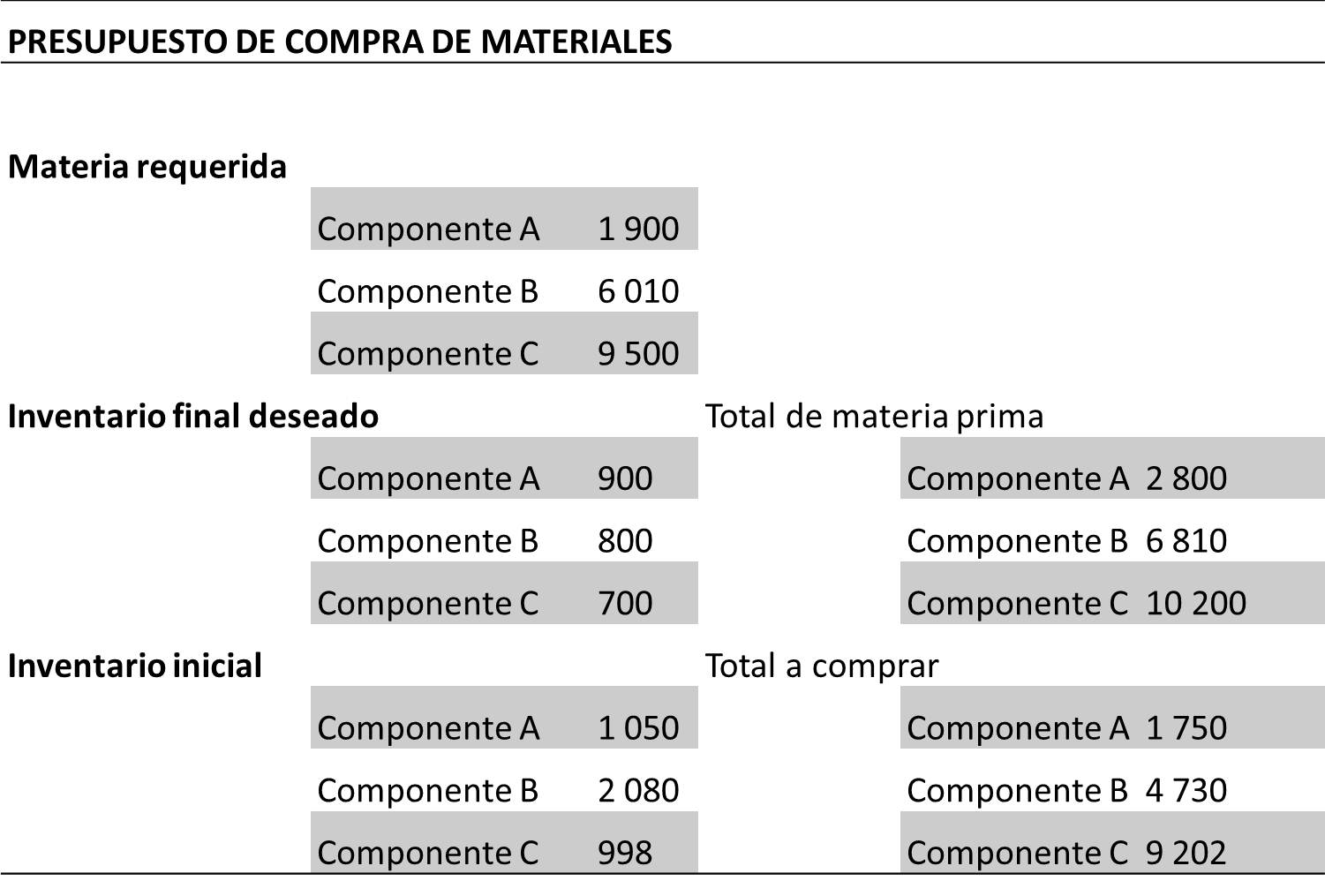
Para la adquisición de las materias primas

Hemos obtenido la cantidad de kilogramos que se necesitarán, ahora determinaremos la cantidad de dinero necesario para hacer la compra de los materiales.
Elaboración del Presupuesto de Mano de Obra:
Para elaborar este Presupuesto consideraremos los siguientes datos: a) la cantidad de tiempo que se tardan en producir una unidad y la cantidad de unidades que se van a producir, esto de acuerdo al Presupuesto de Producción.
Utilizaremos la siguiente fórmula:
Total de horas de mano de obra = Tiempo unitario × ×Unidades a producir
Ejemplo: Para producir una pluma punto fino se tardan en hacerla .05 horas y se van a elaborar 550,000 plumas
Total de horas de mano de obra = .05 × 550,000 = 27,500 horas
Una vez obtenido el tiempo total que se requiere para producir un tipo de pluma, se va a multiplicar por el costo de la hora de mano de obra, que en nuestro trabajo es de $20
Utilizando la fórmula:
Costo de mano de obra = Total de horas × Costo de la hora mano de obra
Ejemplo: Para producir la pluma punto fino se requieren 27,500 horas y la hora de mano de obra se paga a $20
Costo de mano de obra = 27,500 × 20 = 550,000
Elaboración del Presupuesto de Gastos Indirectos de Fabricación:
Para realizar este Presupuesto se requiere la suma de todos los Gastos Indirectos de fabricación en que se incurra. 
Para hacer la distribución de estos Gastos en el costo unitario de cada unidad producida vamos a utilizar el criterio de las Horas de Mano de Obra. En la cual se determina una tasa de aplicación de Gastos indirectos que después de multiplica por el número de horas de mano de obra que se emplean en la producción total.
Para determinar la tasa de aplicación se utiliza la siguiente fórmula:
Tasa=  (Total de Gastos Indirectos de Fabricación)/(Total de horas de mano de obra utilizadas)
Ejemplo: El total de los Gastos Indirectos es de 928,000 y el total de horas que emplearemos en la producción es de 80,900. Por tal motivo:
tasa=(928 000)/(80 900)=11.47
La tasa que se aplicará será de 11.47, se hace de la siguiente manera;
Elaboración del Presupuesto de Inventarios:
En este Presupuesto se determinará el Costo unitario de cada pluma. Para lo cual se tomarán en cuenta 3 cantidades: a) costo de materia prima unitario, b) costo de mano de obra unitario y c) gastos indirectos de fabricación unitarios.
Utilizaremos la siguiente fórmula:
Costo unitario = Costo materia prima + Costo mano de obra + Gasto indirecto
Determinación del Costo de Venta:

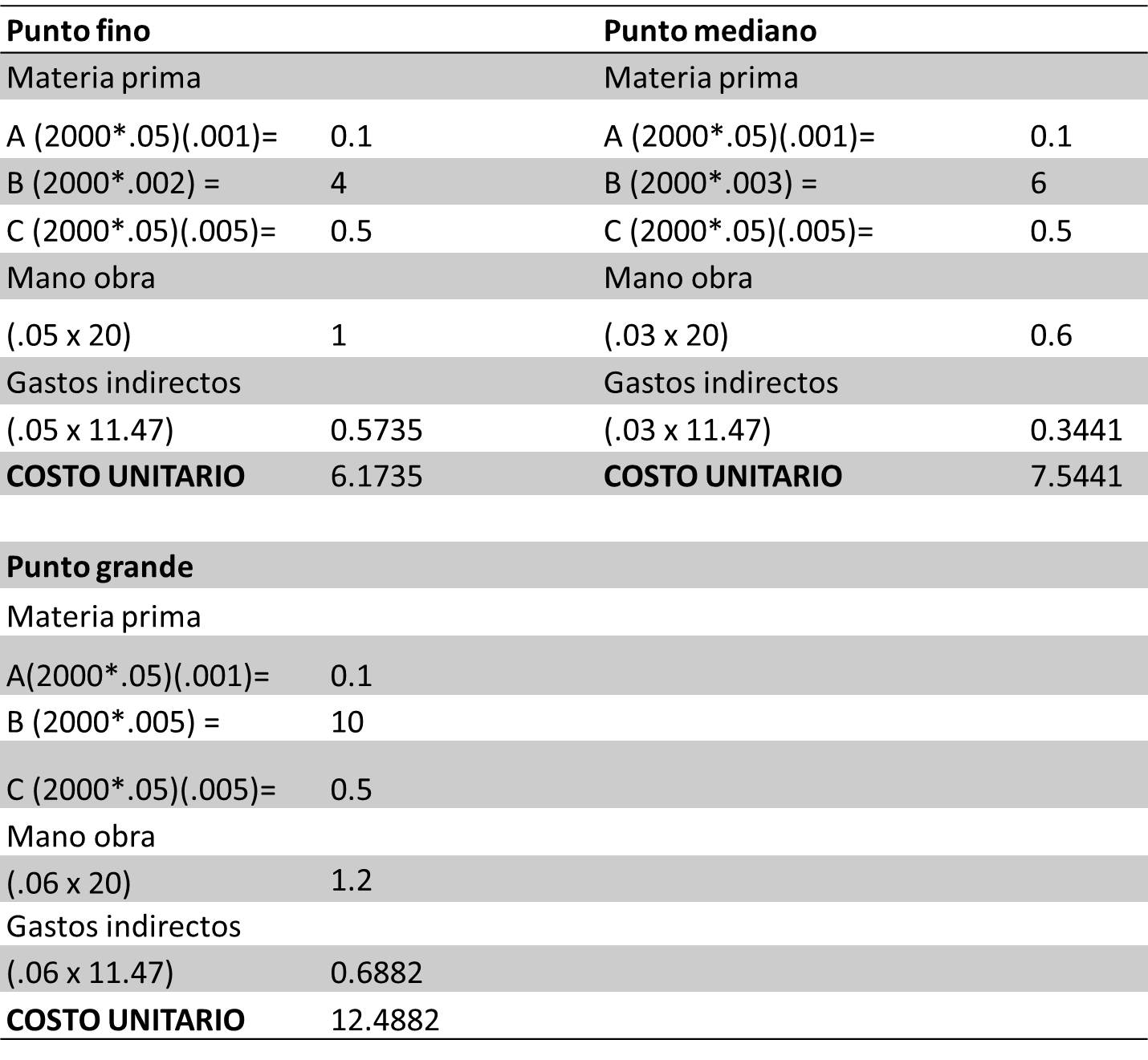
Información para obtener el Costo unitario de cada producto

A continuación haremos la valoración de nuestros inventarios para poder determinar el costo de ventas, y con éste, elaborar el Estado de Resultados.
Para ellos valoraremos los Inventarios tanto de la Producción del período, como los que ya se tenían en un inicio del período.
El primero que se determina es el Inventario final de materia prima, donde multiplicaremos el número de kilogramos de cada componente por el precio de compra. 
Ejemplo: Del componente A tendremos un inventario final de 900 kg que se adquirieron a un precio de $100. Por tanto. Componente A = 900 * 100 = 90,000

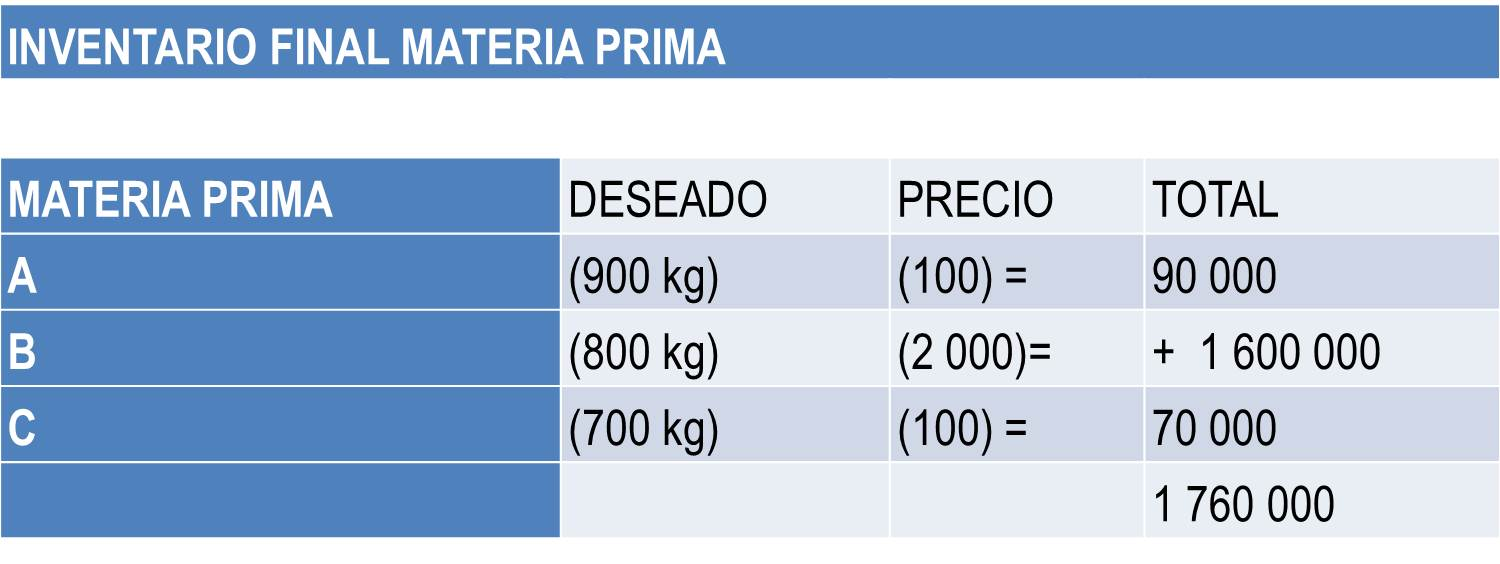
Información del inventario final de materia prima

En seguida se determina el Inventario Final de Producto Terminado donde multiplicaremos el número de unidades terminadas de cada producto por el costo unitario.
Ejemplo: De la pluma punto fino tendremos un inventario final de 175,000 unidades que se produjeron a un costo de $6.1735. 
Por tanto. Pluma punto fino = 175,000 * 6.1735 = 1,080,362.50

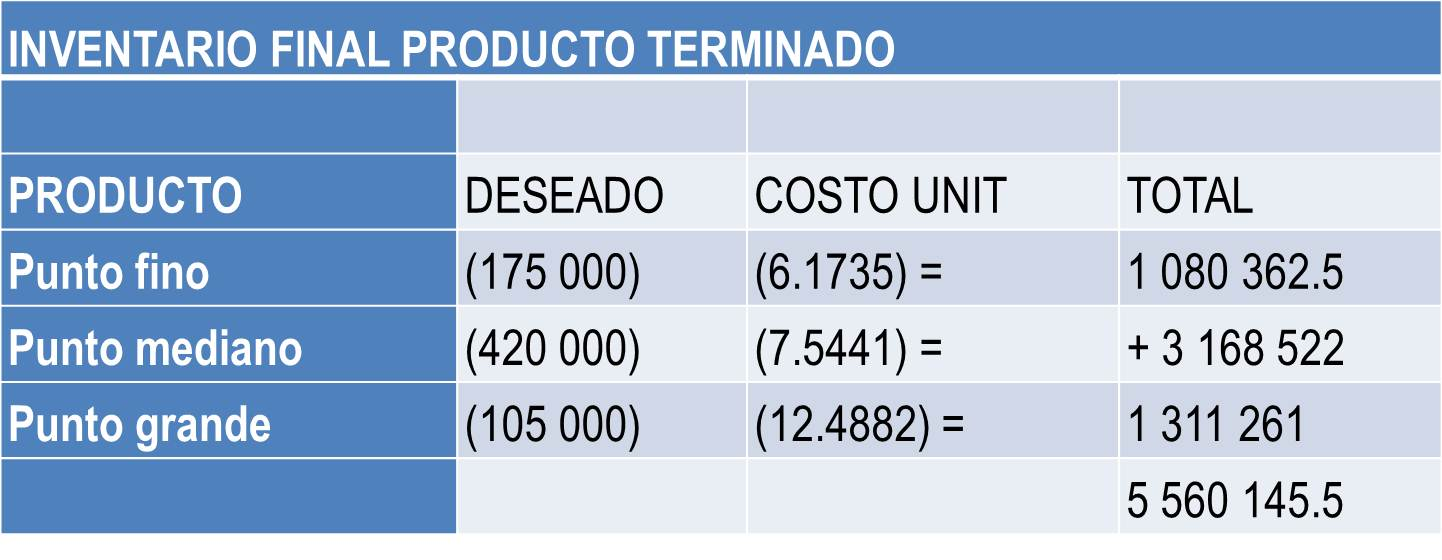
Información del inventario final de producto terminado

Ahora se determina el Inventario Inicial de Producto Terminado utilizando el costo unitario de la producción anterior al período. El procedimiento es el mismo del Inventario Final de Producto Terminado, pero en este caso se utiliza el costo unitario que se presenta en los datos iniciales.
Ejemplo: De la pluma punto fino tendremos un inventario inicial de 125,000 unidades que se produjeron a un costo de $5. 
Por tanto. Pluma punto fino = 125,000 * 5 = $625,000

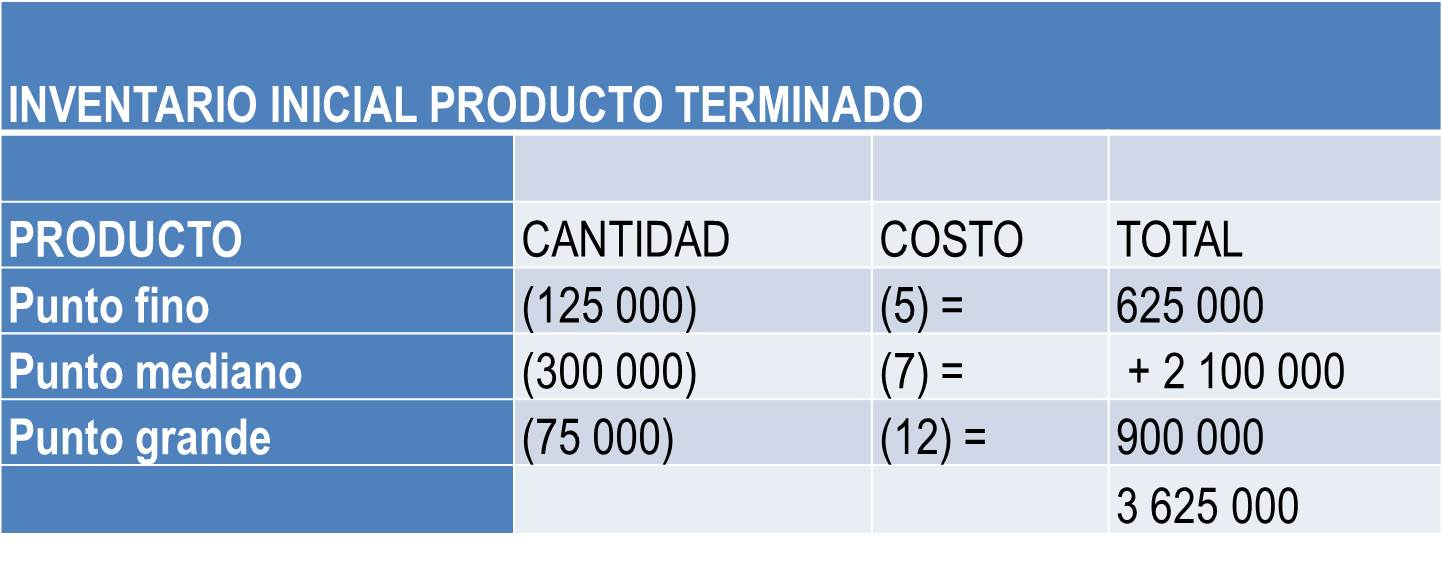
Información del inventario inicial de producto terminado

Con los datos obtenidos ya se puede determinar el Costo de Ventas de la Producción total.
Se empleará la siguiente fórmula:

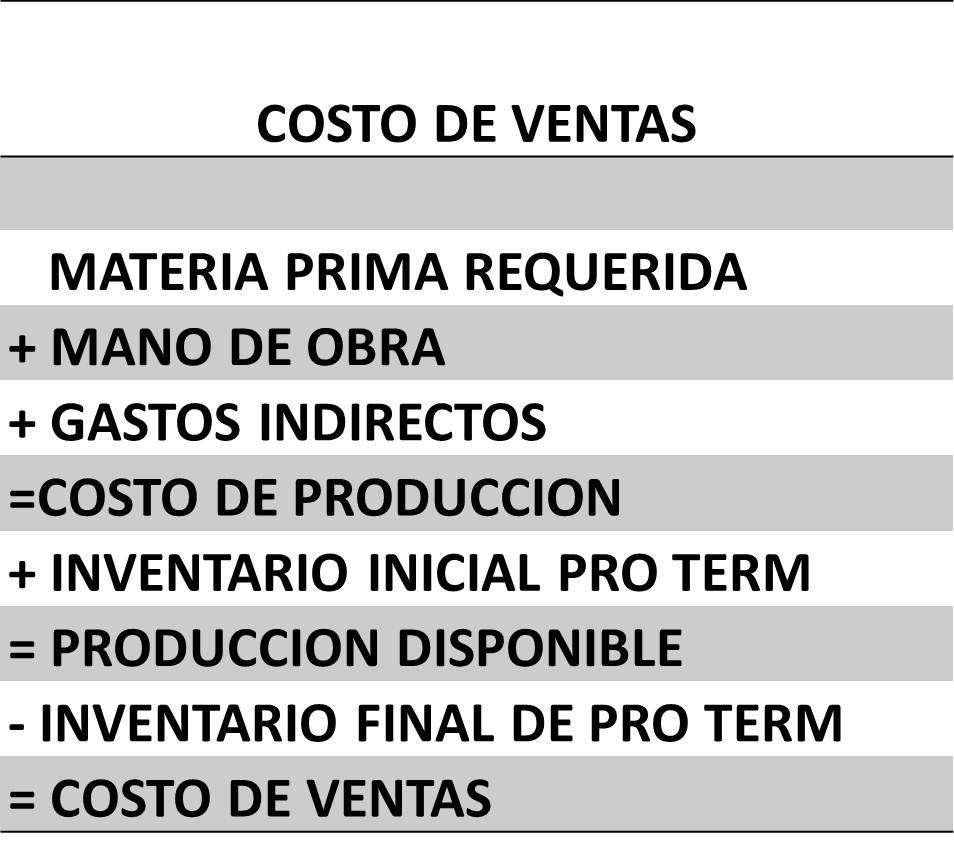
Para obtener el Costo de Ventas

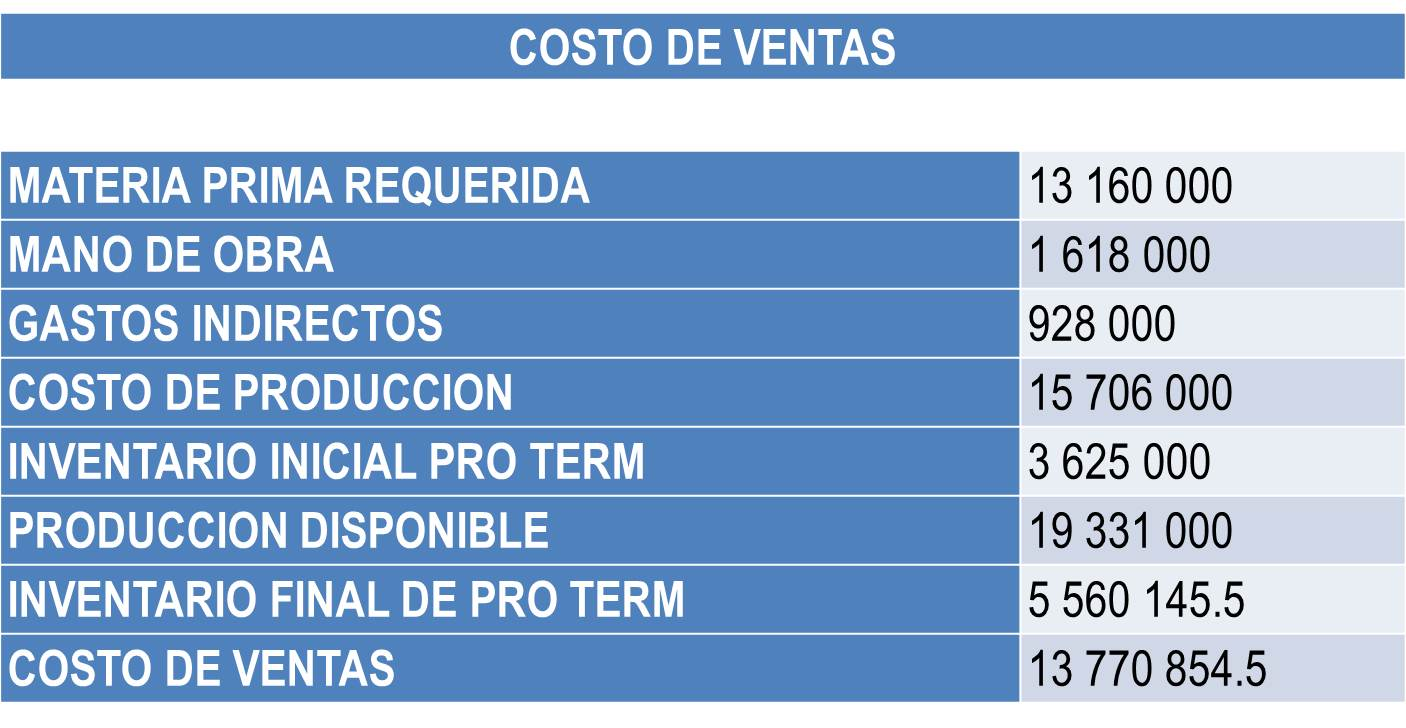
Obtención del Costo de ventas

Elaboración del Estado de Resultados:
Por último se realiza el Estado de Resultados pro forma para el período.
Utilizaremos la fórmula:

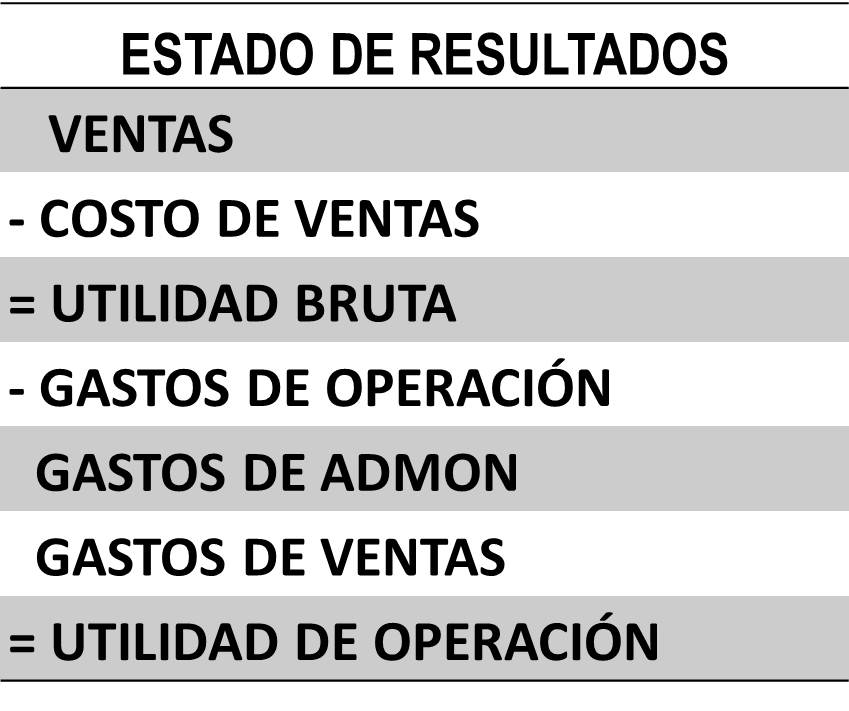
Para obtener el Estado de Resultados

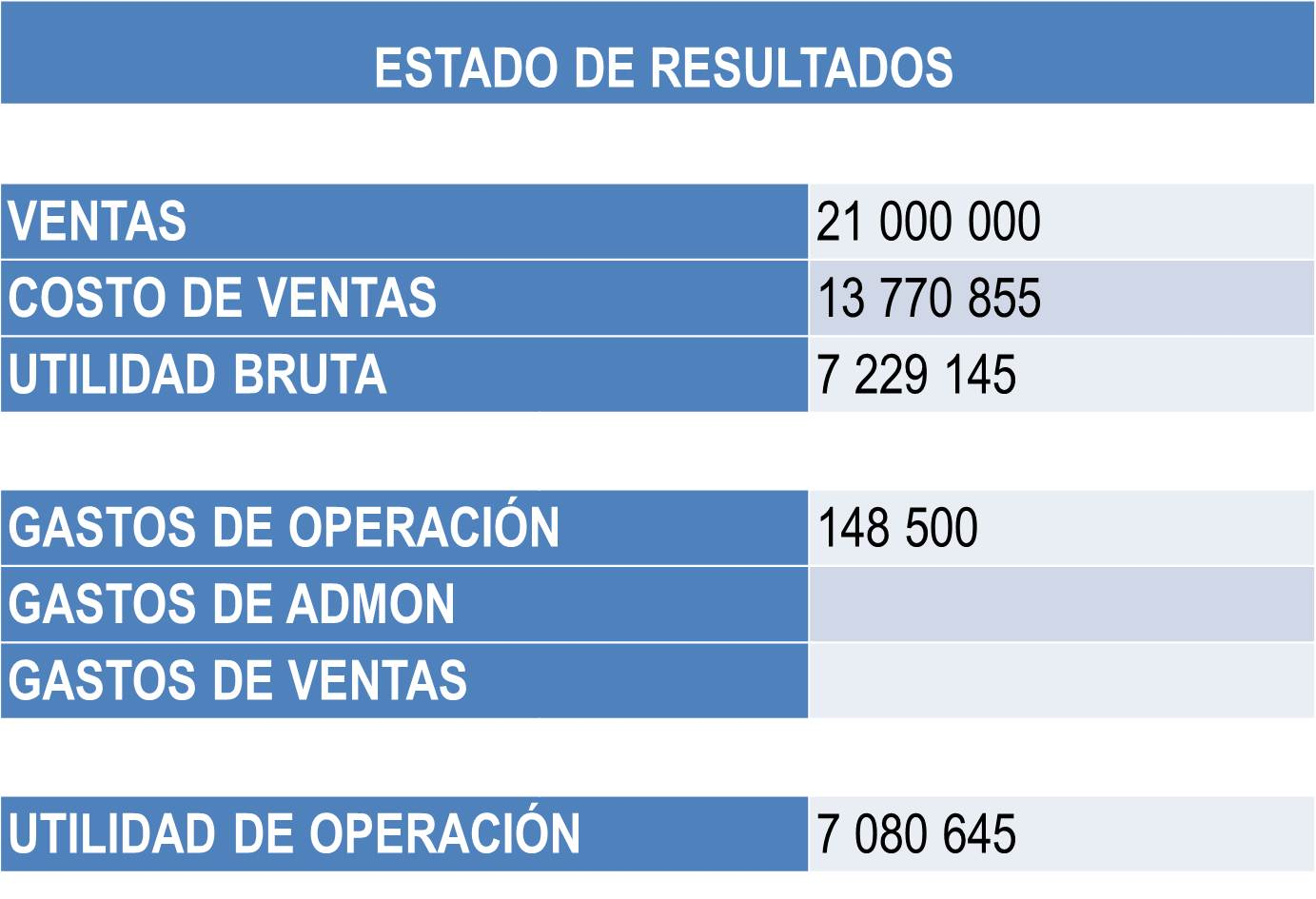
Obtención del Estado de Resultados

Como conclusión podemos decir que en el primer trimestre de 2013 la empresa Plásticos del Sur, S.A. de C.V. obtendrá una utilidad antes de impuestos de: $7´080,645
1. Previsión.
2. Planeación.
3. Formulación. 
  1. Presupuestos parciales: Se elaboran en forma analítica, mostrando las operaciones estimadas por cada departamento de la empresa; con base en ellos, se desarrollan los: 
  2. Presupuestos previos: Son los que constituyen la fase anterior a la elaboración definitiva, sujetos a estudios y a:
4. Aprobación: La formulación previa está sujeta a estudio, lo cual generalmente da lugar a ajustes de quienes afinan los presupuestos anteriores, para dar lugar al:
5. Presupuesto definitivo.

Es aquel que finalmente se va a ejercer, coordinar, y controlar en el período al cual se refiera.